# クレナイノツキ
『クレナイノツキ』はALcotハニカムから2009年7月24日に発売された18禁美少女アドベンチャーゲームである。

## あらすじ
主人公の烏丸紅矢は現代の秘境とも言うべき曲木村（まがりきむら）で発生した奇妙な事件を調査するために興信所より派遣された。そこで偶然沐浴中の沙生と姫織の二人の巫女に出会い、物語りが始まる。

## 登場人物
出典は公式サイトの人物紹介及び体験版を参照。
烏丸 紅矢（からすま こうや）
声 - なし
本作の主人公である青年。「鬼の手」と呼ばれる人に非るものの正体を調査するためにやって来た探偵。肉体派で格闘技を習得している。舞台である曲木村へ辿り着くも遭難し不慮の事故で鷺宮神社の二人の巫女の姉妹の裸体を目にしてしまったため、掟により姉妹のどちらかを娶らねばならなくなった。孤児だったためか人に頼り過ぎるのを良しとしない性格。本人曰くガサツで貧乏で喧嘩をした経験や、それが理由で少年院送りになったこともあるらしい。現在は更生して世話になった人物が興した興信所で探偵として働いている。生まれつき左指の薬指が曲がらない。
鷺宮 沙生（さぎのみや すなお）
声 - 中瀬ひな
身長：147cm BWH：B72/ W52/ H73 誕生日：3月5日
姫織の姉。鷺宮神社の宮司の実子て次期後継者にふさわしい霊力の持ち主。大和撫子という言葉がよく似合う黒髪の巫女。しっかり者で紅矢にも引けを取らない武道の実力の持ち主。紅矢と触れ合うことになぜか安心感を覚えてしまう。
鷺宮 姫織（さぎのみや ひおり）
声 - 大野まりな
身長145cm BWH：B78/ W53/ H76 誕生日：2月9日
同じく神社の巫女で沙生の妹。ただし血の繋がりは無い。幼少期（姫織曰く20年前）に亡くなった父親は日本人だが、母親であるステラの血を濃く受け継いだため金髪碧眼の姿。和風なものを好み、沙生のような大和撫子を目標にしている。
なぜか村人からは避けられている様子がある。掟とは言え伴侶になるかもしれない紅矢の優しさに惹かれ、彼を兄とも夫とも慕うようになる。小動物的で穏やかかつ優しい性格だが少しドジ。
天野 心亜（あまの ここあ）
声 - みる
身長142cm BWH：B77/ W56/ H78 誕生日：5月5日
紅矢と同じ養護施設で育った幼じみ。アメリカの里親の下で異例の速さで医師免許を取得した才女だが、日本ではアメリカの医師免許は使用できないため、幼い頃から慕っている紅矢が雇われている興信所で医療アドバイザーとしてアルバイトしながら日本の医師免許取得を目指している。長電話や長風呂を好む。
普通の女の子らしさも併せ持つ。
音無 朱梨（おとなし あかり）
声 - 一色ヒカル
身長160cm BWH：B86/ W56/ H82 誕生日：6月15日
謎の巫女。山奥の庵にたった一人で暮らしている。達観したような表情を見せることが多く、里の人間誰もが一目置く存在。人としての心と自分の望みの間で揺らいでいく。禁忌である「穏の石刀」（おんのいわと）の秘密を知る人物。
鷺宮 ステラ（さぎのみや ステラ）
声 - 楠鈴音
身長165cm BWH：B90/ W60/ H92 誕生日：9月6日
姫織の実母で未亡人。沙生の継母。沙生の実父で故人である鷺宮伊吹の後妻であり、姫織は前夫との間の連れ子。二人の娘のことを同じくらい愛しており、沙生もすでに半年以上慕って来た彼女のことを継母とは思っていない様子。
アメリカ人でありながら日本の和を尊び、穏やかで包容力があるが家事能力は持ち合わせていない。英単語はネイティブ風に発音する。
御堂 帆鳥（みどう ほとり）
声 - 草柳順子
身長：118cm 誕生日：1月20日
神社に住み着く雌の猫又の物の怪。姿形は人間だが獣耳と尻尾を持つ。マスコットかつ小間使いのような存在で、家事が苦手なステラを手伝ったり、沙生や姫織の巫女としての仕事を手伝ったりしている。沙生曰く上古の時代に鬼神の白拍子と飯綱山の管狐となら間に生まれ、神の使いとして神社に住み着いて守ってきた存在だが、物の怪ゆえ人とは違ったドライな価値観を持ち、時にそれは残酷な場合もある。かなり昔風の言葉遣いをする。
西園寺 功
声 - 滝沢アツヤ
誕生日：2月10日
村で行われる千年に一度の秘祭の取材のためにやって来たルポライター。常にサングラスを着用している。
鷺宮 伊吹（さぎのみや いぶき）
鷺宮神社の神主で二人の巫女の姉妹の父親。故人。神社には婿養子として入った。娘想いで優しい性格だった。
鷺宮 燿（さぎのみや はき）
先代の当主で伊吹の先妻。同じく故人。沙生の実の母親でもあるが、なぜか沙生は彼女を嫌っており「あんな人、親でも子でもない」とまで言い切っている。沙生曰く母親らしいことは何もしてくれずに遊び呆け、入り婿である伊吹が強く言えないのを良いことに村の若い男と遊びあるいたり、男を引き込んでふしだらな行為に浸ったり、神社の土地を勝手に売って得た金で「外」へ遊びに行ったりしていたらしい。
祖父江 百合（そぶえ ゆり）
声 - なし
東京の資産家夫人。友人たちと信州飯綱山にオープンしたキャンプ場を訪れ、トイレに立ったまま行方をくらましたが、後に彼女がしていた指輪を嵌めた鬼の手が近くのキャンプ場の沢に流れ着いた。警察には動物に食い殺されたと断定されたが、彼女の家族は納得せず、紅矢が勤める興信所に捜査を依頼した。
鏡ヶ渕の蟒蛇（かがみがふちのうわばみ）
鷺宮神社に伝わる伝説に登場する大蛇。昼は鏡ヶ渕という池に住み、夜になると村に現れては馬や牛、さらに人間などを食べるため大いに恐れられていた。そのため近隣の村々では4年に一度その荒御魂を鎮めるための人身御供を出すことで被害の拡大を防いでいた。
ある年に筒井筒と言う村の一人の娘が生贄に選ばられ、助けに行こうとした許嫁の若者は物の怪に化かされて沢から転落、足をくじいて動けなくなり、あわやと言うところを通りかかった見目麗しい侍と白拍子（実は冥界から来た鬼神）が若者を助け、大蛇はこの二人に倒され娘も助けられた。
熊沢（ししざわ）
ステラ曰く村で畜産業を営んでいる村人。鷺宮家にも地鶏などを卸したりしている。猟期には鉄砲を担いで山に入り、猟師をしたりもしているらしい。

## 舞台・用語
曲木村（まがりき）
本作の舞台。信州の山奥にある寒村。村内を怪無川という名の川が流れている。携帯の電波も届かない、正しく現代の秘境とも言える村。怪無山と飯綱山の二つの山と渓谷の間の1600ヘクタールの小さな敷地に広がっている。ただしこれは山林を含めた面積であり、村人が居住する平地はわずか400ヘクタールしかない。村に通じる道は渓谷に架けられた吊り橋一本で、そのためガスも電気も水道も通っておらず、テレビ、ラジオ、電話すらない。村の近くにある飯綱山のキャンプ場に謎の鬼の手が流れ着く事件が発生した。紅矢が村を訪れた一月後に、千年に一度の秘祭が後述する鷺宮神社で行われる予定。村の大部分は鷺宮家の敷地であり、村人はその土地を借りて農作などをしつつ髪に備える供物を作る神職でもある。
沙生曰く、後述の鷺宮神社に伝わる伝説によれば、かつてこの地には化け物が多く棲む岩屋があり、毎年大晦日にはそこから湧き出した魑魅魍魎が近隣の村々を襲っていたが、後に鷺宮神社の祭神として祀られる鬼神によって救われたらしい。かつては地下に金鉱があり信玄の隠し金山として盛んに掘られていたが現在は枯れ果てており、地下には多くの後述する草水が充満している。姫織曰く20年ほど前に発生した大災害で多くの村人が村を捨てて出て行ってしまい、村内にある家々の半数ほどは空き家になっており、人が住んでいるのは40戸程度。
鷺宮神社
村内にある神仏習合の神社。そのため境内の一角には墓地がある。ステラと彼女の二人の娘が住んでいる。辺鄙な場所には似つかわしく無い立派な社殿がある。沙生曰く創立は天暦10年まで遡るが、延喜式には載っていない式外社のため社格は高くないらしい。二柱の鬼神（鬼神さま）を祭神として祀っており、細かい装飾が施された本殿の内部には鬼の面が飾られている。本殿と社務所とは長い廊下で結ばれており、伝説に登場する大蛇の生贄がかつて縛りつけられていた大銀杏の木がある。なお神社の巫女はかつて祭神として祀られている鬼神に助けられた大蛇の人身御供になり損ねた娘の子孫。
人里離れた山奥の村にある神社ということもあって新聞は取っておらず、電灯も白熱灯、テレビはもちろんコンセントも無いなどかなり前時代的な建物だが、手入れは行き届いており、調度類も金がかかっている。村の寄合場でもある神社に電気がなくては不便だからと、生前に神社の当主の伊吹が裏の沢から引いた水道と、水車小屋に取り付けられた発電機から電気が引かれている。なお流石にガスは来ておらず、料理や風呂は全て薪で煮炊きしている。住居部分には「釜屋」と呼ばれる台所や十二畳以上の広さがある広大な居間がある。ステラ曰く神事で使用するために国から酒（どぶろく）の醸造許可を得ている。
飯綱山（いいづなやま）
鬼の手が流れ着く事件及び祖父江百合の失踪現場。紅矢が遭難した山で、二人の巫女との出会いの場所でもある。
怪無山（けなしやま）
村にある険しい山。ただしそう呼ばれるようになったのは近世に入るまでで、それまでは「怪生山」（けしょうやま）と呼ばれ、妖怪が湧き出る山とされていた。現在もなお多くの妖怪が湧き出る場所であり、帆鳥もその一匹。
乙女峠
村はずれにある、村を一望できる展望台がある峠。紅葉スポットでもある。展望台には謎の石碑が立っており、少し萎れた花が手向けられている。
怪無川
神社の裏手を流れる沢。紅矢が転落した場所で沙生や姫織たちが沐浴をする場所でもある。
草水（くそうず）
姫織曰く村の一部で沸き出している天然の石油。元々は臭水と書いた。残念ながら石油成分が劣化しているため使い物にはならず、臭いも強烈なため寝込んでしまう人もいるらしい。さらに石油と一緒に有毒の可燃性ガスが湧き出ているため非常に危険。
穏の石刀
鷺宮神社の御神体になっている洞窟。禁忌とされている。
終儺の儀（ついなのぎ）
一ヶ月後に開かれる鷺宮神社の祭。紅矢はこの日までに姉妹のどちらかを妻として娶ることになっている。千年に一度行なわれる秘祭で鷺宮家とその縁者だけが参加できる。とある出来事が発生した時にのみ行われる儀式。
穏の一族（おんのいちぞく）
曲木の里に生まれた人々のこと。人里から離れた場所で長い間住み続けているためついた呼び名。総領は鷺宮の血を継ぐ鷺宮神社の当主から選ばれる。現在の総領は沙生。

## スタッフ
- 原画 - Riv
- SD原画 - あおなまさお
- シナリオ - 朱姫桜花、サイトウケンジ、モーリー

## 主題歌
オープニングテーマ「クレナイノツキ」
歌・作詞 - 中瀬ひな / 作曲・編曲 - 井ノ原智（Angel Note）